# Glansbladet hvidtjørn
Glansbladet Hvidtjørn (Crataegus × lavalleei) er en hybrid mellem Hanespore-Hvidtjørn (Crataegus crus-galli) og Crataegus pubescens.

## Beskrivelse
Det er et op til 7 m højt løvfældende træ med dekorative frugter. Træet har kraftige op til 5 cm lange torne. De læderagtige blade er ægformede med takket rand. Bladstillingen er spredt. Efterårsløvet er kraftigt orange-gult.
Der er hvide blomster med lyserøde støvdragere i maj-juni. De modne kernefrugter er orange-røde til teglrøde, og 1 til 2 cm store. De forbliver ofte på træerne til januar.

## Anvendelse
Glansbladet Hvidtjørn dyrkes i haver og bruges som gadetræ i byer på grund af de dekorative blomster og frugter, samt bladenes efterårsfarver. Oftest bruges sorten 'Carrierei' som tåler byklima, tørke og beskæring.